# Tesouro de Bedoya

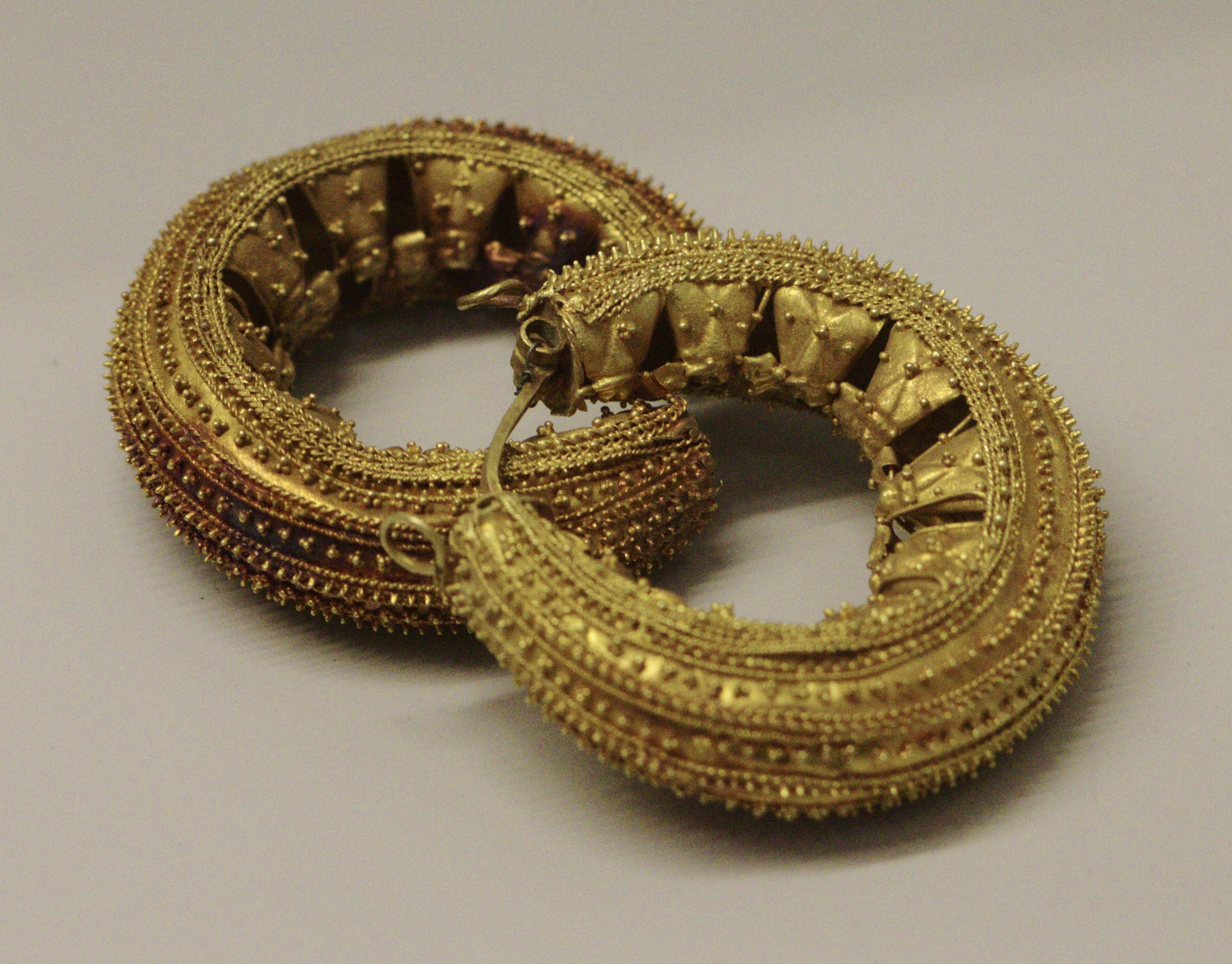
Arrecadas do "Tesouro de Bedoya".

O Tesouro de Bedoya é um conjunto de jóias de ouro datados nos séculos II – I a.C, e anéis e moedas romanas, encontradas em San Román de Doniños, e que se conserva no Museu Provincial de Pontevedra, na Galiza (Espanha).
Conformam o conjunto dois pares de arrecadas, uma diadema e anéis e moedas de época romana e da Idade do Ferro da Cultura Castreja.

## História
Seu nome provém da família que o encontrou, já que a incerteza sobre o lugar do achado não permitiu dar ao conjunto um apelativo local.
No momento da sua descoberta o achado de jóias pré-históricas com moedas de época romana marcou um fito na história da arqueologia galega, sendo um feito comum em outros achados da Península Ibérica.
A princípios dos anos 40 do século XX, no lugar de Chousa – Barca de Acima, na paróquia de San Román de Doniños, D. Francisco Bedoya Fojo mandou limpar as pedras de uma eira contígua à sua casa. Perto do antigo poço o servinte encontrou um pequeno recipiente de bronze com um conteúdo brilhante. Seu amo, frente da importância do encontrado, ocultou-o temeroso no desvão da sua casa durante aproximadamente dez anos, ao mesmo tempo em que ordenava remover completamente a eira na procura de mais tesouros.
Passou o tempo e numa visita de Justo Bedoya e sua filha ao doutor Echevarri em Santiago de Compostela, disseram a este, apaixonado da numismática, o que tinham guardado. O doutor Echevarri pela sua parte comentou-o ao seu amigo e diretor do Museu de Pontevedra Xosé Filgueira Valverde e ambos acordaram que na próxima visita da família Bedoya à consulta levassem as peças. Filgueira Valverde verificou a autenticidade das peças e aconselhou à família que as depositassem num museu. Deste jeito a 12 de Outubro de 1953 o tesouro passou a fazer parte dos fundos do Museo Provincial de Pontevedra, em troca do pago por parte da Deputación Provincial de Pontevedra de 30.000 pesetas.

## Características
O conjunto está composto pelas seguintes peças:
- Uma diadema de ouro.
- Duas arrecadas de ouro de tipo barquiforme.
- Duas arrecadas de ouro de tipo laberintiforme.
- Um anel signatário de ouro com entalhe.
- Um anel de ouro com uma ametista engarzada.
- Dois áureos, datados entre os anos 54 a 85 d.C., um de Nero e o outro de Domiciano.
- Vinte sete denários de prata datados entre os anos 63 a.C. a 91 d.C.
- Um recipiente, tigela de bronze com tapa, que continha no seu interior o tesouro.

O conjunto de jóias, finamente trabalhadas, são uma representação de um alto nível tecnológico e artístico da ourivesaria castreja e, ao mesmo tempo, mostra as relações com outras culturas afastadas.
A equipa do Grupo de Arqueologia da Terra de Trasancos valoram como possíveis assentamentos vinculados com o achado aos próximos Castro de Vilasánchez e o Castro dos Mouros a um quilômetro do lugar mas com contato visual com ele.
A procedência dos materiais com o que foram elaboradas as peças é muito difícil de determinar à falta de um estudo sobre a mineração na antiguidade na província da Corunha. Não faltam povoados castrejos nessas terras relacionados com a mineração como a próxima mina de Cobas, no lugar de Covarradeiras, paróquia de San Martiño de Cobas.

### As arrecadas
Tipologicamente um par é de tipo laberintiforme e o outro barquiforme:
1. Laberintiforme. Decorada em ambas as caras com o fios funiculares coroando as lâminas e fios laminares no torso exterior. Encontraram-se exemplares com tipologia paralela em achados em Burela e no Castro de Baronha. Este tipo é denominado "IB de Pérez Outeiriño". As peças penduravam-se mediante um dupla sistema, pendurando uma pequena cadeia ou cordão, dos quais não ficam vestígios, e por meio de um sistema de pinzamento.
2. Barquiforme. Conhecido como tipo "ID de Pérez Outeiriño". É de estrutura tubular aberta. Está decorada profusamente e cuidadosamente. Apresentam oito pares de moscas cada uma delas elaboradas com muito detalhe formando uma filigrana a base de fios, lamininhas e grânulos ordenados em pirâmide (um conjunto de quatro formas) ou isolados.

### A diadema
Trata-se de uma peça trabalhada numa camada muito fina de ouro com a forma de retângulo alongado, com os lados curvos e com um grande arco de arame grosso de seção retangular em cada extremo.
Quando chegou ao museu a peça encontrava-se fraturada em 3 pedaços e apresentava claras evidências de ter sido restaurada já na antiguidade.
Decora-se por meio da técnica do repujado, tanto usando estampilhas como punções. Adorna-se com uma série de motivos ordenados em 3 linhas de fileiras compostas por uma seqüência de circulinhos e pequenos pontos rodeando um friso central no qual se desenvolvem, uma cena composta por duas aves aquáticas, outra composta por motivos alongados colocados verticalmente, e o centro enquadrado por uma fileira de círculos. A faixa central decora-se com uma seqüência de aspas e diferentes temas nos lugares onde se cruzam.
Frente à meticulosidade do esquema decorativo contrasta a torpeza da execução, constatável nas irregularidades e falhos de fatura presentes na peça.